# Димитър Бабаеленов
Димитър Бабаеленов е известен български сладкар от Македония от края на XIX и началото на XX век, оставил трайна следа в сладкарската традиция на Варна.

## Биография
Димитър Бабаеленов, по произход от Костурско (тогава в Османската империя), 15-годишен отива в Цариград, където изучава сладкарския занаят при българи сладкари. След 5-годишно чиракуване отваря собствена сладкарница и работи там 20 години. След това се преселва в Свободна България, във Варна, в 1922 година.
Във Варна открива сладкарница, която нарича „Вардар“, на площад „Независимост“. Към нея има и работилница. Успява да се утвърди с високото качество на сладкарските си изделия.
В сладкарницата работи и синът му Борис Бабаеленов, който по-късно поема дейността, а потомците му я продължават. Постоянен гост в сладкарницата им бил Кръстю Сарафов.